# Muhammad Nawaz
Muhammad Nawaz (Urdu محمد نواز; * 15. August 1924 in Budhial, Chakwal District, Punjab; † 13. Mai 2004 ebenda) war ein pakistanischer Speerwerfer.
1954 siegte er bei den Asienspielen in Manila und gewann Silber bei British Empire and Commonwealth Games in Vancouver. Bei den Olympischen Spielen 1956 in Melbourne belegte er den 14. Rang.
1958 verteidigte er seinen Titel bei den Asienspielen in Tokio und wurde Achter bei den British Empire and Commonwealth Games in Cardiff. Bei den Olympischen Spielen 1960 in Rom schied er in der Qualifikation aus.
1962 gewann er Silber bei den Asienspielen in Jakarta und wurde Vierter bei den British Empire and Commonwealth Games in Perth. Vier Jahre später holte er Bronze bei den British Empire and Commonwealth Games 1966 in Kingston.
Nawaz’ persönliche Bestleistung von 76,39 Meter datiert aus dem Jahr 1960.